# 1025

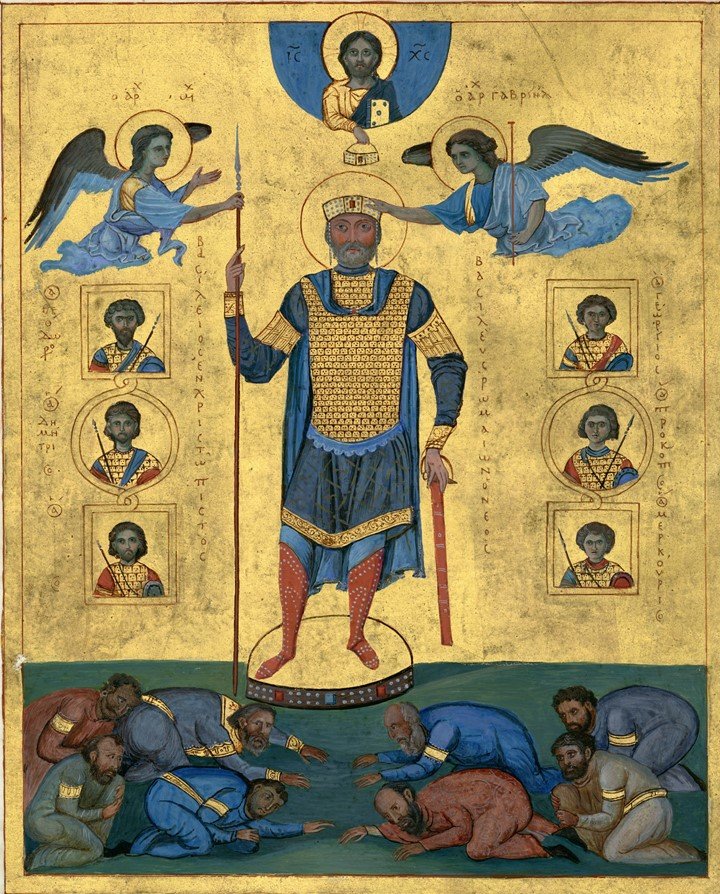
Keizer Basileios II ("de Bulgarendoder")

Het jaar 1025 is het 25e jaar in de 11e eeuw volgens de christelijke jaartelling.

## Gebeurtenissen

### Byzantijnse Rijk
- 15 december - Keizer Basileios II ("de Bulgarendoder") overlijdt kinderloos in Constantinopel na een regeerperiode van bijna 50 jaar. Hij wordt opgevolgd door zijn jongere broer en medeheerser Constantijn VIII als keizer van het Byzantijnse Rijk. Constantijn stelt de invasie van Sicilië uit en stuurt het Byzantijnse expeditieleger (ruim 30.000 man) onder bevel van generaal Basileios Boioannes om de belegering van Capua te ondersteunen.

### Europa
- 18 april - Bolesław I ("de Koene"), een prominent lid van het Huis der Piasten, wordt gekroond in Gniezno als de eerste koning van Polen. Hij profiteert van het interregnum in Duitsland en ontvangt toestemming voor zijn kroning van paus Johannes XIX. Dankzij Bolesław wordt Polen definitief erkend als zelfstandige staat.[1]
- Herfst - Op aandringen van koningin Constance van Arles komen de drie zonen van koning Robert II ("de Vrome") van Frankrijk in opstand tegen hun vader: Hugo II (troonopvolger en medekoning), Hendrik I en Robert I beginnen een burgeroorlog. Hugo overlijdt bij Compiègne, mogelijk door een val van zijn paard.[2]
- 25 december - Mieszko II ("de Vadsige") volgt zijn vader Bolesław I ("de Koene") op als koning van Polen. Hij herenigt de gebieden van Groot-Polen, Klein-Polen, Silezië en Pommerellen. Koning Koenraad II ("de Saliër") van Duitsland maakt bezwaar tegen de kroning en eist dat Mieszko afstand doet van de troon.[3]

## Geboren
- 28 augustus - Go-Reizei, keizer van Japan (overleden 1068)[4]
- Agnes van Poitou, Duits keizerin en regentes (overleden 1077)
- Ruben I (of Roupen), koning van Armenië (overleden 1095)[5]
- Rudolf van Rheinfelden, hertog van Zwaben (overleden 1080)[6]
- Simon van Montfort, Frans edelman en hertog (overleden 1087)

## Overleden
- 17 juni - Bolesław I ("de Koene") (67), hertog en koning van Polen
- 20 augustus - Burchard (60), bisschop van Worms (r. 1000 - 1025)
- 29 september - Lodewijk I, Frans edelman en graaf (r. 987 - 1025)
- 1 november - Gunther van Meißen, aartsbisschop van Salzburg
- 4 november - Mathilde van Lotharingen (46), dochter van Otto II
- 15 december - Basileios II ("de Bulgarendoder"), Byzantijns keizer
- Durand (of Durandus), prins-bisschop van Luik (r. 1021 - 1025)
- Hugo II (Magnus) (18), Frans troonopvolger en medekoning[7]